# 笠浪真
笠浪 真（かさなみ まこと、1978年〈昭和53年〉- ）は、日本の税理士、医療マネジメント学者、行政書士。学位は修士（医療マネジメント学）（慶應大学・2015年）。税理士法人テラス 代表。

## 人物
学生時代に父の会社が倒産し、連帯保証人となっていた為に自宅を差し押さえられた。その後、阪神・淡路大震災を経験し「災害の際は会社が立ち行かなくなる、手に職をつけよう」と思ったことが、今の道の第一歩となった。学生時代の自宅差し押さえの経験もあり税理士を目指す。「お客様が抱える問題は、税理士だけでは解決できない」ことを実感し、会計・税務・法律系アドバイザーとして起業することになった。現在は全国の開業医、勤務医の先生を対象とした、医療コンサルティング会社として、クライアント数は法人・個人を含め300社を超える。
座右の銘は「三方よし」。

## 略歴
1978年 京都府生まれ｡2000年 滋賀大学経済学部 卒業、2008年 税理士登録、2011年 行政書士登録、会計事務所、税理士法人、大手税理士法人の勤務を経て、2011年4月 神奈川県茅ヶ崎市の自宅に笠浪税理士事務所を開業、2013年 事務所を東京都港区虎ノ門に移転、2014年 税理士法人テラスに組織変更、2015年 慶應義塾大学大学院 健康マネジメント研究科 医療マネジメント学 修了、2016年 グループ内に「社会保険労務士法人テラス」を設立、同年、税理士法人テラス大阪事務所を開設、2017年 東京事務所を東京都中央区銀座に移転。

## 著書
- 『4つの経営資源を活かす クリニックの黒字化メソッド』幻冬舎、2022年12月20日。ISBN 978-4344941373